# Pirtti-Herttu
Pirtti-Herttu är en sjö i kommunen Hankasalmi i landskapet Mellersta Finland i Finland. Sjön ligger 99,3 meter över havet. Den är 1,8 meter djup. Arean är 95 hektar och strandlinjen är 5,21 kilometer lång. Sjön  ingår i Kymmene älvs huvudavrinningsområde.   Den ligger omkring 38 kilometer öster om Jyväskylä och omkring 250 kilometer norr om Helsingfors. 